# Station Hodenhagen
Station Hodenhagen (Bahnhof Hodenhagen) is een spoorwegstation in de Duitse plaats Hodenhagen in de deelstaat Nedersaksen. Het station ligt aan de spoorlijn Walsrode - Buchholz.

## Indeling
Het station heeft twee zijperrons, welke zijn voorzien van een abri. De perrons zijn niet direct met elkaar verbonden, maar via de overweg in de Bahnhofstraße kan de overkant van het spoor worden bereikt. Alle faciliteiten van het station bevinden zich aan de westzijde van het station, waar ook het voormalige stationsgebouw staat. Aan deze zijde is er een parkeerterrein, fietsenstallingen en een bushalte.

## Verbindingen

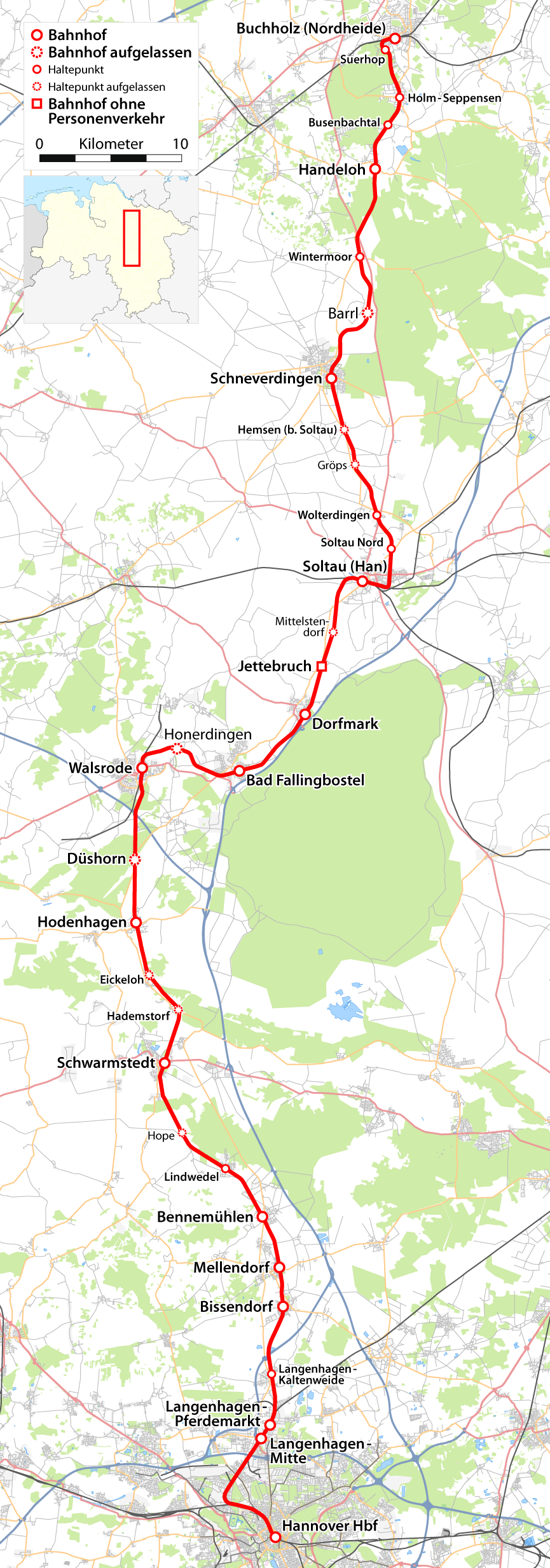
Kaart Heidebahn. Hodenhagen is 2 stations ten zuiden van Walsrode gelegen.

Het station wordt bediend door treinen van erixx. De volgende treinserie doet het station Hodenhagen aan:
| Serie | Treinsoort           | Route                                                                      | Bijzonderheden |
| ----- | -------------------- | -------------------------------------------------------------------------- | -------------- |
| RB 38 | Regionalbahn (Erixx) | Buchholz (Nordheide) – Soltau (Han) – Walsrode – Hodenhagen – Hannover Hbf |                |